# ألامينوس
بلدية ألامينوس (بالإسبانية: Alaminos) هي بلدية تقع في مقاطعة غوادالاخارا التابعة لمنطقة كاستيا لا مانتشا وسط إسبانيا.

## الديموغرافيا
بلغ عدد سكان بلدية ألامينوس 67 نسمة عام 2011 (وفقاً للمعهد الوطني الإسباني للإحصاء).
| 97 | 83 | 80 | 82 | 74 | 69 | 67 |